# Merthan Açıl
Merthan Açıl (* 15. Februar 1982 in Istanbul) ist ein ehemaliger türkischer Fußballspieler.

## Karriere
Açıl begann mit dem Vereinsfußball in der Jugend von Bakırköyspor und wurde ab Frühjahr 2000 am Training der Profis beteiligt. Zu den letzten Spieltagen der Saison wurde er auch in den Spielkader für einige Ligaspiele berufen. So gab er am 21. Mai 2000 sein Profidebüt während eines Ligaspiels gegen Istanbul Büyükşehir Belediyespor. Im Sommer 2000 erhielt er schließlich einen Profivertrag und schaffte es am Anfang der neuen Saison sofort in die Stammformation und spielte hier zwei Spielzeiten lang durchgängig. 
Im Sommer 2002 wechselte er zum damaligen Zweitligisten Çaykur Rizespor. Hier spielte er eineinhalb Spielzeiten lang regelmäßig und schaffte mit seiner Mannschaft in seiner ersten Saison als Vizemeister der TFF 1. Lig den direkten Aufstieg in die Süper Lig. Ab Februar spielte er dann als Leihspieler beim Ligakonkurrenten Istanbul Büyükşehir Belediyespor. Nachdem er die Saison 2005/06 als Leihspieler beim Drittligisten Giresunspor verbracht hatte, verließ er im Sommer 2006 mit dem Auslaufen seines Vertrages.
Zur neuen Saison heuerte er beim damaligen Zweitligisten Kasımpaşa Istanbul an. Hier erkämpfte er sich sofort einen Stammplatz und stieg mit seiner Mannschaft bereits in seiner ersten Saison als Relegationsspieler der TFF 1. Lig in die Süper Lig auf. Auch in der Süper Lig zählte er zu den Stammspielern seines Teams. Nachdem sein Verein den Klassenerhalt bereits in der ersten Saison verpasst hatte, ging er mit seiner Mannschaft wieder in die TFF 1. Lig. Hier schaffte der Verein über die Relegation erneut den direkten Wiederaufstieg. Ab Sommer 2009 verlor er seinen Stammplatz, kam aber als Ergänzungsspieler zu mehreren Einsätzen.
Im Frühjahr 2012 verließ er nach etwa sechsjähriger Tätigkeit Kasımpaşa und wechselte zum Ligakonkurrenten Adanaspor. Mit diesem Verein schaffte man es bis ins Relegationsfinale der TFF 1. Lig und verlor hier ausgerechnet gegen Kasımpaşa. Mit diesem Verein beendete er die Saison 2015/16 als Meister und stieg damit zum vierten Mal in seiner Karriere in die Süper Lig auf. Zum Saisonende verließ er mit seinem Vertragsende den Verein.
Zur Saison 2016/17 wechselte er zum neuen Zweitligisten Ümraniyespor. Açıl beendete nach der Saison 2019/20 bei Büyükşehir Belediye Erzurumspor seine Karriere. 

## Erfolg
Mit Çaykur Rizespor
- Vizemeister der TFF 1. Lig und Aufstieg in die Süper Lig: 2002/03

Mit Kasımpaşa Istanbul
- Play-off-Sieger der TFF 1. Lig und Aufstieg in die Süper Lig: 2006/07, 2008/09

Mit Adanaspor
- Meister der TFF 1. Lig und Aufstieg in die Süper Lig: 2015/16